# DDG-993 서애류성룡
DDG-993 서애류성룡(西厓柳成龍)함은 대한민국 해군의 세종대왕급 이지스 구축함으로, 세종대왕함, 율곡이이함에 이어 세 번째로 건조되었다. 2011년 3월 4일 울산에서 진수식 마쳤다. 시험평가를 거쳐 2012년 제7기동전단에 실전배치 되었다.

## 성능
서애유성룡함은 길이 166m, 폭 21m, 높이 49m, 톤수 7,600t으로 최대속력은 시속 55.5km이다. 항속거리는 1만km로 300명의 승조원이 탑승하고, 대함·대공 미사일과 5인치 함포, 근접방어무기(CIWS), 어뢰 및 헬기 등으로 무장한다.

## 제원
- 기준 배수량: 7,650 톤
- 만재 배수량: 10,000 톤 (+2000~3000톤 예상)
- 전장: 165.9m
- 선폭: 21.4m
- 흘수: 6.25m
- 추진: 4 x GE LM2500 (COGAG)
- 속력: 30노트
- 항속거리: 5,500해리 (10,186 km)
- 승조원: 300명 내외
- 무장:
  - SM-2 Block IIIB
  - RIM-116 램
  - 천룡 순항 미사일
  - SSM-700K 해성
  - 청상어 어뢰
  - 홍상어 (대잠유도탄)
  - 골키퍼 CIWS
  - 127mm Mk45 Mod4
  - SLQ-261K 어뢰음향대항체계
- 장비
  - 레이다
    - AN/SPY-1D 대공레이다
    - AN/SPQ-9 대수상레이다
    - AN/SPG-62 일루미네이터

  - 소나
    - DSQS-21 BZ-M 함수소나
    - SQR-220K 흑룡 예인소나